# Automobilism
Automobilismul este un sport practicat pe automobile (bolizi) de competiție, în care piloții concurează în baza unui regulament, în diferite formule și categorii, pe circuite, drumuri sau piste. Organizația mondială care patronează acest sport pe plan international este Federația Internațională de Automobilism. În România automobilismul este coordonat de Federația Româna de Automobilism Sportiv.

## Campionate Mondiale
- Formula 1
- Indy Racing League
- Formula 2
- Campionatul Mondial de Raliuri
- IRC

## Campionate Naționale
Campionatele oficiale naționale de automobilism sunt organizate în România de Federația Română de Automobilism Sportiv.
- Campionatul Național de Raliuri
- Campionatul Național de Viteză în Coastă
- Campionatul Național de Rally-Sprint
- Campionatul Național de Rally-Cross